# Lu Yongxiang
Lu Yongxiang, (chinois traditionnel = 盧永祥, chinois simplifié = 卢永祥, pinyin = Lú Yǒngxiáng, Wade-Giles = Lu Yung-hsiang), (22 octobre 1867 - 15 mai 1933), est un seigneur de la guerre chinois de la clique d'Anhui qui fut gouverneur militaire du Zhejiang, du Zhili, et du Jiangsu.

## Biographie
Lu Yongxiang est né le 22 octobre 1867 à Jiyang dans le Shandong. Issu d'une famille pauvre, il rejoint l'armée de Huai (en) en 1890. En 1895, il rejoint la nouvelle armée de Beiyang dont il grimpe les échelons jusqu'à celui de commandant de brigade.
Après l'établissement de la république de Chine en 1912, Lu est nommé commandant de la 10e division de Beiyang, stationnée au Zhejiang. Pour avoir rejoint Duan Qirui, membre de la clique de l'Anhui, Lu est nommé gouverneur militaire du Zhejiang du 14 août 1919 au 7 septembre 1924. Vers la fin de cette période, il se brouille avec son homologue du Jiangsu, le gouverneur Qi Xieyuan, pour le contrôle de Shanghai et leur conflit dégénère en première guerre Jiangsu-Zhejiang. Lu est vaincu par Qi et son allié Sun Chuanfang lorsque ce-dernier attaque à partir du Sud. Le 13 octobre 1924, Lu se retire et trouve asile au Japon.
Après le coup de Pékin, le 11 novembre, Duan Qirui nomme Lu au poste de gouverneur militaire de la province du Zhili. Il est remplacé un mois plus tard, et devient gouverneur militaire du Jiangsu le 16 janvier 1925 après une expédition commune Anhui-Fengtian, dirigée par Zhang Zongchang, qui capture brièvement le Jiangsu et Shanghai en janvier. Il quitte sa fonction le 5 août 1925 et est remplacé par Yang Yuting car l'armée de Zhang Zuolin avance dans la province. Lorsque Sun Chuanfang envahit la province et repousse Zhang Zongchang, Lu fuit à Tianjin, où il vit reclus jusqu'à sa mort en 1933.